# Chailley
Chailley is een gemeente in het Franse departement Yonne (regio Bourgogne-Franche-Comté) en telt 609 inwoners (1999). De plaats maakt deel uit van het arrondissement Auxerre.

## Geografie
De oppervlakte van Chailley bedraagt 16,7 km², de bevolkingsdichtheid is 36,5 inwoners per km².
De onderstaande kaart toont de ligging van Chailley met de belangrijkste infrastructuur en aangrenzende gemeenten.

## Demografie
Onderstaande figuur toont het verloop van het inwonertal (bron: INSEE-tellingen).